# Dżilf al-Kabir

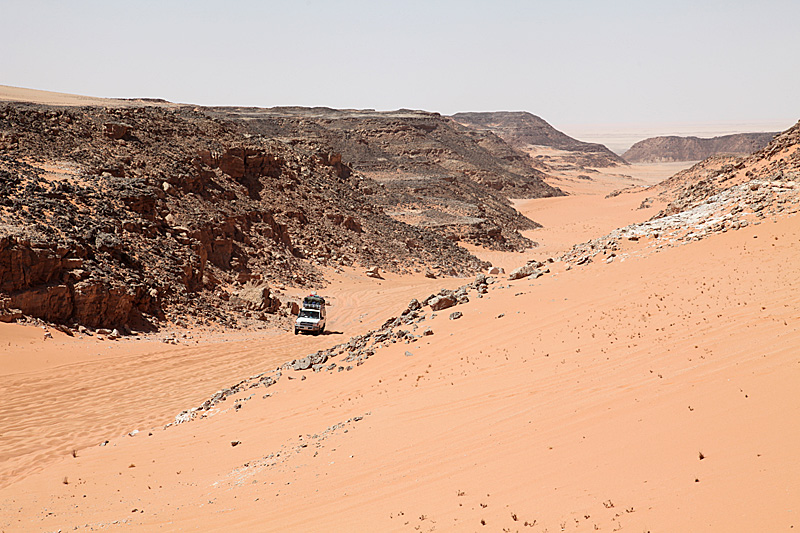
Przełęcz Akaba

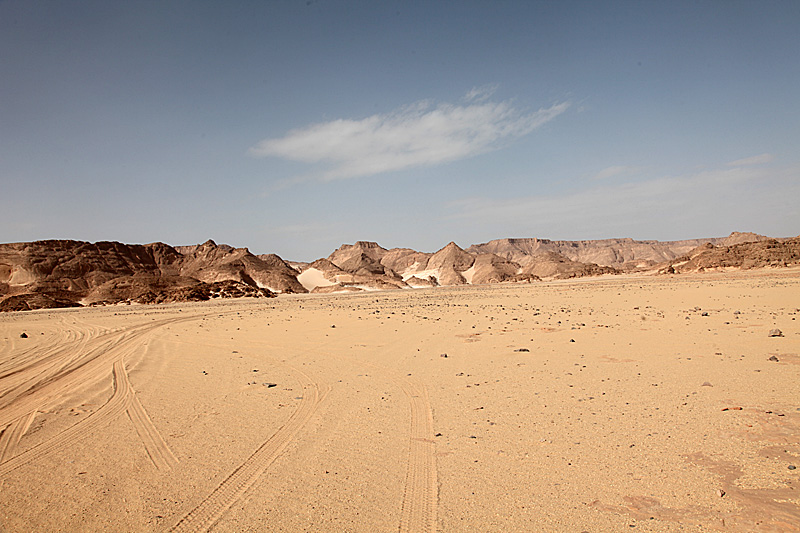
Krajobarz w uedzie Wadi Sura

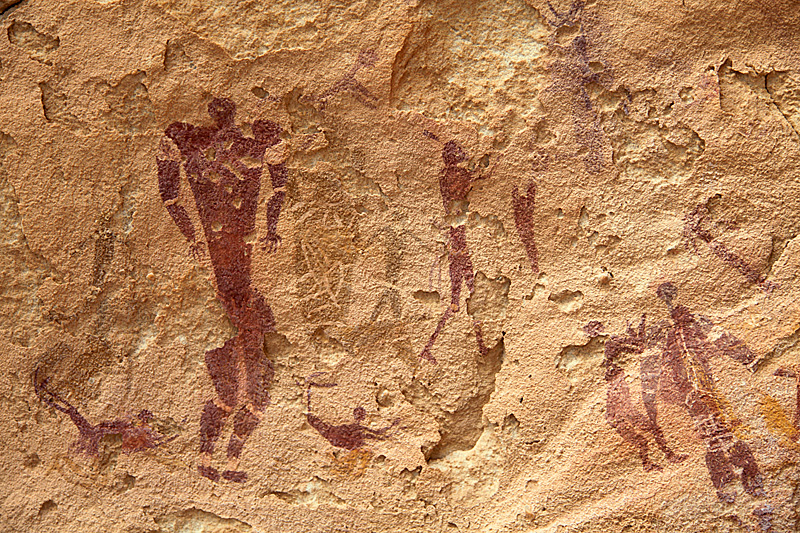
Rysunki naskalne w Jaskini Pływaków.

Hadabat al-Dżilf al-Kabir (arab. جلف كبير; Haḑabat Jilf al-Kabīr, Wielka Zapora) – płaskowyż o powierzchni ok. 7700 km² w południowo-zachodniej części Egiptu. Wznosi się na wys. 700–1000 m. Bardzo uboga pustynna roślinność. Teren ten jest prawie całkowicie niezamieszkany. Zbudowany jest z wapienia i piaskowca. Płaskowyż jest prawie przecięty na pół przełęczą Akaba.
Odnaleziono tu w 2001 roku wrak bombowca RAFu, a w 1991 roku ciężarówkę z amunicją i inne pojazdy z czasów II wojny światowej (m.in. w Wadi Wassa). Prehistoryczne rysunki naskalne odkryto m.in. w Wadi Sura, Wadi Abd-Malik, Wadi Talh. W Wadi Faragh stoi pomnik księcia Kamela ad-Dina, znajdują się tu słynne jaskinie: jaskinia Mestakawi-Foggini i jaskinia Szawa z malowidłami i wizerunkami wyrytymi w skale. We wschodniej części Hadabat al-Dżilf al-Kabir leży Wadi Hamra z czerwonymi wydmami. W Wadi al-Bacht i Wadi Dajjiq odkryto pozostałości prehistorycznych osad. Znajdują się tu Kratery Claytona odkryte w 1931 roku, koło bliźniaczych gór Piotr i Paweł.
Do sławy płaskowyżu przyczyniła się powieść Michaela Ondaatje Angielski pacjent.
Podczas II wojny światowej na płaskowyżu działała Pustynna Grupa Dalekiego Zwiadu. Od lat 60. XX w. tradycję badań tych terenów kontynuowały ekspedycje brytyjskie, belgijsko-libijskie, francuskie, amerykańskie i amerykańsko-egipskie. W Wadi Samanijat Adżras znajduje się opuszczone lądowisko. W rejon płaskowyżu organizowane są wycieczki głównie z Luksoru.
We wrześniu 2008 roku porwano grupę 11 zagranicznych turystów (5 Niemców, 5 Włochów, 1 Rumun). Po ok. 10 dniach turyści zostali uwolnieni.
W 2007 roku władze egipskie utworzyły Park Narodowy Dżilf al-Kabir, w skład którego wchodzi płaskowyż oraz przyległe tereny masywu górskiego Dżabal al-Uwajnat i pustyni Wielkie Morze Piasku. Sięga on do granic z Libią i Sudanem. Zajmuje powierzchnię 48 533 km², czyli około 5% powierzchni kraju i jest największym obszarem chronionym w Egipcie.